# NGC 5407
NGC 5407 је елиптична галаксија у сазвежђу Ловачки пси која се налази на NGC листи објеката дубоког неба.
Деклинација објекта је + 39° 9' 24" а ректасцензија 14h 0m 50,0s. Привидна величина (магнитуда) објекта NGC 5407 износи 13,1 а фотографска магнитуда 14,1. NGC 5407 је још познат и под ознакама UGC 8930, MCG 7-29-33, CGCG 219-40, NPM1G +39.0338, PGC 49890.